# Circonscription d'Awash Fentale
La circonscription d'Awash Fentale est une des 8 circonscriptions législatives de l'État fédéré de l'Afar, elle se situe dans la Zone 3. Son représentant actuel est Yesuf Mohammed Keyri.